# Iekaterina Oudovitchenko
Iekaterina Andreïevna Oudovitchenko (en russe : Екатерина Андреевна Удовиченко) est une ancienne joueuse de volley-ball russe née le 5 octobre 1987. Elle mesure 1,84 m et jouait au poste de passeuse. 

## Clubs
| Club            | De        | À         |
| --------------- | --------- | --------- |
| Iskra Samara    | 2003-2004 | 2005-2006 |
| Leningradka-2   | 2006-2007 | 2008-2009 |
| Leningradka     | 2009-2010 | 2012-2013 |
| Proton Balakovo | 2013-2014 | 2013-2014 |
| VK Obninsk      | 2014-2015 | 2014-2015 |